# Vinaya
Il termine vinaya, sia in pāli sia in sanscrito, significa «disciplina» e nel buddismo indica la raccolta scritturale delle norme di condotta seguite dai monaci (bhiksu, sanscr., bhikkhu, pāli) e dalle monache (bhiksuni, sanscr., bhikkhuni, pāli).

## I differentivinaya
Attualmente disponiamo di sette vinaya delle antiche scuole (Buddismo dei Nikāya).
- Il vinaya Theravāda, di probabile origine Sthaviravāda Vibhajyavāda, è conservato nel Canone pāli ed è suddiviso in tre parti:
  - Suttavibhanga, le regole di condotta fondamentali dei monaci e delle monache (patimokkha) con le storie all'origine di ciascuna regola;
  - Khandhaka, a sua volta suddiviso in:
    - Mahavagga, altre regole di condotta e di etichetta per il sangha insieme ad altri discorsi e insegnamenti del Buddha;
    - Cullavagga, elaborazioni sull'etichetta e le norme dei monaci e delle monache e la trattazione di come vadano affrontati i casi di infrazione delle regole monastiche;

  - Parivara, una ricapitolazione delle sezioni precedenti riportante in sunto le regole classificate in vari modi a scopo didattico.

Esso si compone di 227 precetti per i monaci e 311 precetti per le monache, dettagliate nei relativi patimokkha.
- Il vinaya Mūlasarvāstivāda è conservato nel Canone tibetano dove prende il nome di Dul-ba. Fu tradotto nell'VIII secolo dai monaci Kashmiri Jinamitra, Vidyakaraprabha, Sarvajnadeva, Dharmakara e dal dotto tibetano Chokro Lui Gyalsen. È suddiviso in sette parti contenute in tredici volumi e contiene 253 precetti per i monaci e 364 per le monache.
- Il Canone cinese, nella sezione 律部 (Lǜbù) [vol. 22-24] 199 rotoli, T.D. dal n. 1421 al n. 1506, contiene 5 vinaya delle scuole del Buddismo dei Nikāya: 
  - Cāturvargīya-vinaya (Quadruplici regole della disciplina, 四分律 pinyin: Shìfēnlǜ, giapp. Shibunritsu) della scuola Dharmaguptaka, tradotto in cinese nel 408 da Buddhayaśas (in cinese 佛陀耶舍 Fótuóyéshè, IV-V secolo) e da Zhú Fóniàn (竺佛念, IV-V secolo) contiene 250 regole per i monaci e 348 regole per le monache.
  - Daśa-bhāṇavāra-vinaya (Dieci suddivisioni delle regole monastiche, 十誦律 pinyin Shísònglǜ, giapp. Jūjuritsu) della scuola Sarvāstivāda tradotto da Kumārajīva e Puṇyatāra nel 404 (quest'ultimo morì prima della fine della traduzione che fu successivamente completata da Dharmaruci). Si compone di dieci libri ed è scomparso nella lingua originale sanscrita di cui però sono stati rinvenuti più frammenti.
  - Pañcavargika-vinaya (Quintuplici regole della disciplina, 五分律 pinyin Wǔfēnlǜ, giapp. Gobunritsu) della scuola Mahīśāsaka, tradotto nel 423 dal monaco di scuola Mahīśāsaka Buddhajīva su un testo portato in Cina dallo Sri Lanka dal monaco cinese Fǎxiǎn. Rivisto e completato intorno alla metà del V secolo dai discepoli di Kumārajīva, Dàoshēng e Huìyuan.
  - Mahāsāṃghika-vinaya (Grande Canone delle Regole monastiche, 摩訶僧祇律 pinyin: Móhēsēngqílǜ, giapp. Makasōgiritsu), della scuola Mahāsāṃghika portato in Cina all'inizio del V secolo da Fǎxiǎn che lo aveva ottenuto a Pataliputra, e da lui tradotto nel 416 con l'aiuto di Buddhabhadra.
  - Mūla-sarvāstivāda-vinaya-vibhaṅga (Vinaya Mūlasarvāstivāda, 根本說一切有部毘奈耶 pinyin: Gēnběnshuōyīqièyǒubù pínàiyé, giapp. Konpon setsuissaiubu binaya) portato in Cina e tradotto da Yìjìng nell'VIII secolo. Il vinaya Mūlasarvāstivāda conservato nel Canone tibetano è praticamente identico a quello conservato nel Canone cinese, fatto salvo, in quest'ultimo caso, di aggiunte di molti avadāna.

## Adozione deivinayanelle scuole buddiste
La scuola Theravāda nei vari paesi del Sud-est asiatico in cui è presente, segue il vinaya contenuto nel Canone pāli. 
Tutte le scuole tibetane e mongole seguono il vinaya Mūlasarvāstivāda contenuto nel Canone tibetano.
Tutte le altre scuole buddiste mahāyāna (cinesi, giapponesi, coreane, vietnamite, etc.) seguono il vinaya Dharmaguptaka contenuto nel Canone cinese, con l'aggiunta delle regole Mahāyāna contenute nel Brahmajālasūtra (梵網經 pinyin: Fànwǎng jīng, giapp. Bonmō kyō, Il Sutra della rete di Brahma) testo fondamentale per l'ordinazione monastica mahāyāna. Fanno eccezione le scuole giapponesi Tendai e Zen le quali seguono esclusivamente le regole Mahāyāna contenute nel Brahmajālasūtra. Ciò è dovuto alla scelta del fondatore del Buddismo Tendai, Saichō, il quale nel IX secolo di rientro da un pellegrinaggio in Cina, decise che erano sufficienti i precetti Mahāyāna. Essendo tutti i fondatori delle scuole Zen stati ordinati su piattaforme monastiche Tendai, anche queste scuole del Buddismo giapponese adottarono la scelta di Saichō.